# Mr.Children 2001-2005＜micro＞
《Mr.Children 2001-2005 <micro>》，是日本樂團Mr.Children的主流出道20週年紀念精選輯，和《Mr.Children 2005-2010 <macro>》同時於2012年5月10日發行。收錄了Mr.Children從2001年至2005年的金曲。此張精選輯與另一張精選輯《Mr.Children 2005-2010 <macro>》銷售各破百萬，稱霸2012年日本公信榜1.2名，這是繼1975年井上陽水，1998年B'z之後，第三次達到的壯舉。

## 簡介
於1992年5月10日的出道迷你專輯《EVERYTHING》的發行20週年當日發售。日本未發行的《LAND IN ASIA》計算在內的第四張精選輯。
以初回限定盤與通常盤兩版本發行，初回限定盤與《Mr.Children 2005-2010 <macro>》的一樣附送收錄歌曲音樂錄像帶的DVD、貼紙、歌曲說明與歌詞本。
收錄自2001年的單曲《溫柔的歌》起至2005年的單曲《四次元 Four Dimensions》期間發行的所有單曲A面曲（除了《Yoidon》）以及部分專輯曲。與《Mr.Children 2005-2010 <macro>》一樣收錄歌曲於發行前追加新的商業搭配，其中《youthful days》新成為麒麟飲料「大人的麒麟檸檬」廣告歌，《蘇生》新成為電影「One Life」主題曲，《Sign》新成為住友生命保險的廣告歌。
封面的設計概念為「水」與「精子」，有著與《Mr.Children 2005-2010 <macro>》封面中的卵子結合從而孕育出新事物的意念。

## 商業成績
發行首週空降公信榜週榜第2位，並且在計算日數少一天的情況下達到71.6萬張的銷量。其後與同日發行的另一張精選輯《Mr.Children 2005-2010 <macro>》連續兩週佔據週榜第1・2位，成為首位兩次佔據週榜第1・2位超過一週的歌手。
發行第五週突破百萬銷量，成為其通算第14張達到百萬銷量的專輯。同時與《Mr.Children 2005-2010 <macro>》連續五週打進週榜前5位，同歌手2作連續五週打進前5位為黃色魔術交響樂團的《SOLID STATE SURVIVOR》及《増殖》以來相隔約31年10個月，CD作品則為史上首次。
2012年度上半期銷量第2位的專輯，同時與《Mr.Children 2005-2010 <macro>》佔據上半期第1・2位，同歌手同時佔據上半期第1位為井上陽水於1975年的《冰的世界》及《二色的獨樂》相隔37年以來再次達成。
2012年度年間銷量第2位的專輯，與《Mr.Children 2005-2010 <macro>》同時佔據年間第1・2位。同歌手同時佔據專輯年榜第1・2位為B'z1998年的《B'z The Best "Pleasure"》及《B'z The Best "Treasure"》以來相隔14年以來再次達成，並為井上陽水、B'z後第3組達成的歌手。

## 曲目
| CD       | CD                   | CD    |
| 曲序     | 曲目                 | 时长  |
| -------- | -------------------- | ----- |
| 1.       | 溫柔的歌（）         | 3:36  |
| 2.       | youthful days        | 5:17  |
| 3.       | 喜歡你（）           | 4:30  |
| 4.       | 蘇生                 | 5:49  |
| 5.       | Drawing（）          | 5:43  |
| 6.       | 無論何時也要微笑（） | 3:33  |
| 7.       | Any                  | 5:07  |
| 8.       | HERO                 | 5:41  |
| 9.       | 為了誰（）           | 6:52  |
| 10.      | 掌                   | 5:04  |
| 11.      | Kurumi（）           | 5:32  |
| 12.      | Sign                 | 5:24  |
| 13.      | and I love you       | 5:05  |
| 14.      | 未來（）             | 5:22  |
| 15.      | Running High（）     | 5:19  |
| 总时长： | 总时长：             | 77:54 |

| 初回限定盤DVD 「MUSIC VIDEOS」 | 初回限定盤DVD 「MUSIC VIDEOS」 |
| 曲序                           | 曲目                           |
| ------------------------------ | ------------------------------ |
| 1.                             | 溫柔的歌（）                   |
| 2.                             | youthful days                  |
| 3.                             | 喜歡你（）                     |
| 4.                             | Any                            |
| 5.                             | HERO                           |
| 6.                             | 掌                             |
| 7.                             | Kurumi（）                     |
| 8.                             | Sign                           |
| 9.                             | and I love you                 |
| 10.                            | 未來（）                       |

## 外部連結
- 唱片介紹（页面存档备份，存于） Mr.Children官方網站